# Aeroporto internazionale (serie televisiva)
Aeroporto internazionale è stata una serie televisiva italiana, trasmessa in prima visione su Raiuno dal 1985 al 1987.

## Produzione
Aeroporto internazionale fu il primo tentativo della RAI di realizzare un'opera audiovisiva di lunga serialità. Prima di essa, infatti, la TV di Stato aveva prodotto solamente miniserie TV o serie con un limitato numero di puntate.
Le vicende della serie sono ambientate in un aeroporto italiano, con le varie vicissitudini di impiegati, passeggeri e personale di volo.

## Episodi

### Prima stagione
| nº | Titolo                       | Prima TV         |
| -- | ---------------------------- | ---------------- |
| 1  | Il passeggero inatteso       | 5 febbraio 1985  |
| 2  | È arrivata Giulietta?        | 12 febbraio 1985 |
| 3  | Chi fa la spia...            | 19 febbraio 1985 |
| 4  | Bagagliaio di sicurezza      | 26 febbraio 1985 |
| 5  | Cibo speciale                | 5 marzo 1985     |
| 6  | Novantesimo minuto           | 12 marzo 1985    |
| 7  | Viaggio premio               | 19 marzo 1985    |
| 8  | L'adozione                   | 26 marzo 1985    |
| 9  | La valigia del vicino        | 2 aprile 1985    |
| 10 | Parigi o cara!               | 9 aprile 1985    |
| 11 | Meeting point                | 16 aprile 1985   |
| 12 | Un passeggero ingombrante... | 17 ottobre 1985  |
| 13 | Lo scambio                   | 18 ottobre 1985  |
| 14 | Fuga col bottino             | 21 ottobre 1985  |
| 15 | Il fratello scomparso        | 22 ottobre 1985  |
| 16 | Incontro ai transiti         | 23 ottobre 1985  |
| 17 | Ciak, non si gira            | 24 ottobre 1985  |
| 18 | Asilo politico               | 25 ottobre 1985  |
| 19 | Strettamente personale       | 28 ottobre 1985  |
| 20 | Meeting Point                | 29 ottobre 1985  |
| 21 | Zucchero di canna            | 30 ottobre 1985  |
| 22 | Amare vuol dire...           | 31 ottobre 1985  |
| 23 | Sala Vip                     | 1º novembre 1985 |
| 24 | Un caposcalo di troppo       | 4 novembre 1985  |
| 25 | Chi cura il medico?          | 5 novembre 1985  |
| 26 | In America voglio andar!     | 6 novembre 1985  |

### Seconda stagione
| nº | Titolo                  | Prima TV       |
| -- | ----------------------- | -------------- |
| 1  | Figli a carico          | 30 marzo 1987  |
| 2  | Chi la fa, l'aspetti... | 31 marzo 1987  |
| 3  | Il comandante Ferrini   | 1º aprile 1987 |
| 4  | Il patto                | 2 aprile 1987  |
| 5  | Scacco matto            | 3 aprile 1987  |
| 6  | Una breve udienza       | 6 aprile 1987  |
| 7  | Sorpresa in valigia     | 7 aprile 1987  |
| 8  | La ragazza in rosso     | 8 aprile 1987  |
| 9  | Turno di notte          | 9 aprile 1987  |
| 10 | Bugie tra fidanzati     | 10 aprile 1987 |
| 11 | La prova                | 13 aprile 1987 |
| 12 | Vocazione d'artista     | 14 aprile 1987 |
| 13 | Ragno solitario         | 15 aprile 1987 |
| 14 | A.A.A. marito cercasi   | 16 aprile 1987 |
| 15 | Cuore di mamma          | 17 aprile 1987 |
| 16 | Una faccenda privata    | 20 aprile 1987 |
| 17 | Latin lover             | 21 aprile 1987 |
| 18 | Tra marito e moglie...  | 22 aprile 1987 |
| 19 | No, l'Africa no         | 23 aprile 1987 |
| 20 | Un anno di attesa       | 24 aprile 1987 |
| 21 | Antonio e Cleopatra     | 25 aprile 1987 |
| 22 | Una in meno             | 26 aprile 1987 |
| 23 | L'orologio              | 27 aprile 1987 |
| 24 | Hostess è bello         | 28 aprile 1987 |
| 25 | Le ceneri               | 29 aprile 1987 |
| 26 | L'attesa                | 30 aprile 1987 |